# Nimuë Walraven
Nimuë Walraven (Leiden, 1992) is een Nederlands actrice. Ze studeerde in 2017 af aan de Toneelschool Arnhem en is daarna te zien geweest in verschillende voorstellingen bij onder meer Toneelschuur Producties, De Veenfabriek, De Warme Winkel, Dox en Theater Artemis. Sinds juli 2024 is ze vast ensemblelid van theatergezelschap NITE.

## Theater[2]
- Ivanov (2017)  - Toneelschuur producties
- De onzichtbare man (4+) (2018)  - Theater Artemis
- Wat me niet breekt (maakt mij niet noodzakelijk sterker) (12+) (2019) - DOX
- Het dier, het dier en het beestje (8+) (2020)  - Theater Artemis
- In de ijskast: ‘Desiree’ (2021) - Rudolphi Producties
- Love Stories (2021) - Amsterdam on Stage
- Dieven (2023) - Toneelschuur Producties
- De Jacht ( 2023) - NITE
- HULP (2024) - De Veenfabriek
- Ocean Breeze (2024) - NITE